# Плагіат
Плагіа́т (від лат. plagiarius — викрадач) — привласнення авторства на чужий твір або на чуже відкриття, винахід чи раціоналізаторську пропозицію, а також використання у своїх працях чужого твору без посилання на автора.

## Визначення поняття
Юридичне визначення цього терміна вперше з'явилося в українських нормативних документах лише в липні 2001 року в новій редакції Закону України «Про авторське право і суміжні права». Водночас власне явище плагіату має багатовікову історію. Засуджували літературні крадіжки ще відомі поети та мислителі античности — Ювенал, Горацій, Вергілій і Марціал. Останній уперше застосував слово «плагіатор», що латиною означало «викрадач чужих рабів», до літературних грабіжників. У XVII столітті у Франції з'явилися навіть теоретики плагіату. Зокрема, Франсуа Ла Мот ле Вайє у своїй роботі «Академія ораторів» відкрито радив маскувати власну нездатність до творчості плагіатом і навіть давав рекомендації, як, непомітно замінюючи всі вислови вкраденої фрази їхніми синонімами, приховати крадіжку.
Нині єдиного, вичерпного та загальноприйнятого визначення плагіату не існує. Приміром, автори одного з найбільших англомовних ресурсів для виявлення плагіату «Turnitin» дають такі визначення цього поняття:
- украсти ідею або слова іншої людини й видати їх за власні;
- використати результати роботи іншої людини без вказання джерела, звідки вони взяті;
- повністю або частково вкрасти мистецький, науковий або інший твір чи роботу та видати їх за свою;
- представити вже існуючу ідею або продукт як новий та оригінальний[3].

Закон України «Про освіту» (п.4, статті 42) дає визначення «академічного плагіату — оприлюднення (частково або повністю) наукових (творчих) результатів, отриманих іншими особами, як результатів власного дослідження (творчості) та/або відтворення опублікованих текстів (оприлюднених творів мистецтва) інших авторів без зазначення авторства»

## Класифікація типів плагіату
Таким чином, плагіат в будь-якому разі розглядається як шахрайство, суть якого — у крадіжці чужої роботи або її частини і представленні її як власної. Загалом, плагіат можна поділити на три основні типи:
1. Копіювання чужої роботи (як без, так і з відома) та оприлюднення її під своїм іменем.
2. Представлення суміші власних та запозичених в інших аргументів без належного цитування джерел.
3. Перефразування чужої роботи без належно оформленого посилання на оригінального автора або видавця.

### Правила цитування
Цитування має використовуватися в усіх випадках, коли в роботі використовуються дані, взяті зі сторонніх джерел, а не отримані або створені безпосередньо автором. Порушення вказаних нижче правил і їх недотримання має розцінюватися як плагіат:
- якщо думка автора наводиться дослівно, то її слід взяти в лапки;
- якщо цитується великий уривок тексту, то він може не братися в лапки, натомість — виділяється або відбивається від решти тексту певним способом (набирається іншим кеглем, шрифтом, накресленням, відбивається від основного тексту більшими абзацними відступами тощо);
- допускається скорочення цитати, яке не веде до викривлення думки автора. Місце скорочення має бути відзначене в цитаті квадратними дужками з трикрапкою всередині;
- допускається перефразування цитати, зміна словоформ чи відмінків певних слів. В такому разі, цитата в лапки не береться, але в квадратних дужках обов'язково ставиться посилання на джерело (його порядковий номер зі списку використаної літератури, який додається до роботи);
- в списку використаної літератури завжди слід вказувати навіть ті джерела, які використовувалися під час підготовки роботи і вивчення теми, навіть якщо прямих посилань чи цитувань цих джерел в роботі нема[3].

## Приклади плагіату в Україні
Серед відомих випадків звинувачень у плагіаті в українському суспільстві можна зазначити такі:
- Марко Вовчок протягом 1870—1872 років публікувала в петербурзькому місячнику «Переводы лучших иностранных писателей» переклади російською, зроблені найнятими нею людьми, під власним прізвищем. Пізніше одна з цих наймичок підсунула Вовчок переклад казок Андерсена, який насправді просто списала зі зробленого два роки тому перекладу кількома іншими перекладачками. Казки вийшли друком, а справжні автори перекладів здійняли галас. В результаті, третейський суд з 19 літераторів визнав Вовчок винною у плагіаті. Зізнатися в тому, що насправді твори вкрала не вона, письменниця не могла. Адже тоді б з'ясувалося ще й те, що вона таємно наймала перекладачок і їхні роботи підписувала власним прізвищем[5].[виправити стиль]
- Павло Загребельний наприкінці 70-х років XX ст. майже повністю списав передмову до українського видання творів Анатоля Франса з монографії Якова Фріда «Анатоль Франс та його час». У 1981 році в збірнику «Неложними устами» Загребельний оприлюднив повість «Кларнети ніжності», в якій запозичив без посилань на авторку великі фрагменти спогадів Надії Суровцової-Олицької, на той час ще не оприлюднених в СРСР (можливо, рукопис був вилучений під час обшуку, проведеного КДБ в квартирі Суровцової, і потрапив до Загребельного завдяки його знайомствам).[джерело?]
- Володимир Литвин в 1991 році оприлюднив в журналі «Політика і час» кілька статей, в яких без жодних посилань запозичив фрагменти публікацій інших авторів, зокрема Олексія Гараня[6]. Проте факт плагіату залишався невідомим, аж поки Литвин не очололив адміністрацію президента Леоніда Кучми і у 2002 році в газеті «Факты и комментарии» не з'явилася підписана ним стаття «Громадянське суспільство. Подумаємо ще раз». Вже за кілька днів журналісти встановили, що ця стаття є фактично дослівним перекладом статті «Think Again: Civil Society» американського політолога Томаса Каротерса[en], написаної взимку 1999—2000 для журналу «Foreign Policy»[7][8][9]. Вже 1 лютого Литвин визнав, що статтю писав не сам. Проте звинувачення у плагіаті відкинув. Натомість сказав, що опублікував реферат статті американця. Втім, журналісти Української правди відмітили, що посилань на оригінал статті, істотних скорочень, притаманних реферату, в статті Литвина порівняно зі статтею Каротерса не виявлено.[10] Пізніше Литвин заявив, що Каротерс не має до нього претензій, але Каротерс спростував цю заяву[11]. 2006 р. за авторства Володимира Михайловича вийшла тритомна «Історія України». Майже половина першого тому, 432 сторінки, повторювала зміст наукових робіт українських істориків Наталі Яковенко й Олексія Толочка[12]. За даними газети «2000» 2008 р. на форумі «Європа — Україна» Литвин виступив з промовою, деякі частини якої майже дослівно збігалися з текстом інтерв'ю «Новый кризис опаснее чумы и мировой войны» російського професора Сергія Капіци, опублікованого 12 лютого 2008 р. у виданні «Известия». При цьому, жодного разу про росіянина український політик не згадав[13].
- У 1999 році дисертацію Михайла Пасічника «Варшава, Москва і Стамбул у боротьбі за Україну (1657—1665)», подану на вчену раду Інституту української археографії та джерелознавства НАН України, було визнано плагіатом через використання в ній неопублікованого рукопису О. Переяславського (О. Шпилинського) «До історії війн Руїни» під своїм іменем[14]. На той час Пасічник вже випустив однойменну монографію-плагіат «Варшава, Москва і Стамбул у боротьбі за Україну (1657—1665)»[15], але дисертацію із захисту мусив зняти. 23 січня 2008 року на засіданні спеціалізованої вченої ради Ужгородського національного університету відбувся успішний захист дисертації Пасічника на здобуття наукового ступеня доктора історичних «Проблеми розбудови української державності після визвольних змагань (1657—1665 рр.)». Отже, Пасічник пішов на повторний захист з текстом тієї ж самої дисертації, хіба що з незначними редакторськими правками. Експертна рада Вищої атестаційної комісії ухвалила скасувати рішення Ужгородської спецради і відмовити у видачі диплома доктора історичних наук, але Пасічник подав апеляцію. Апеляційна комісія у складі чотирьох осіб заперечила рішення членів Експертної ради ВАК України з історичних наук і визнала, що «дисертація М. С. Пасічника є самостійним науковим дослідженням, в якому висвітлено важливу наукову проблему»[16].
- Юрій Винничук у 2001 році написав книжку «Таємниці львівської кави», щонайменше чотири з восьми глав якої виявилися недбалим перекладом книжки Миколи Пучерова «Всё о кофе», виданої у 1977 році київським видавництвом "Наукова думка". Плагіат викрили лише у 2016 році (Винничук і досі визнає лише запозичення кількох сторінок рецептів, що мандрують з книжки до книжки різних авторів) тож книжка Винничука встигла витримати вісім видань і стати лауреатом Форуму видавців у Львові[17].
- У 2006 році Петро Кравчук заявив про те, що викладачка кафедри географії Донецького інституту соціальної освіти Бугайова Тетяна Іванівна видала під своїм іменем книгу «Тайны материков и океанов. Удивительные природные явления» (ISBN 966-338-378-X), яка є дублюванням його науково-популярної книги Географический калейдоскоп (книга побачила світ у 1988 році у видавництві «Радянська школа» тиражем 130 тисяч екземплярів). Того ж року книгу переклали ще й українською мовою і Бугайова Т. І. видала другий плагіат під назвою «Рекорди географії. Таємниці планети Земля»[18][19].
- У монографії В. В. Вірченко і А. П. Коцура «Жіночі навчальні заклади у м. Києві (1861—1920 рр.)» (2007)[20] трапляються численні текстові збіги з дисертацією К. А. Кобченко «Київські вищі жіночі курси в контексті боротьби за освіту жінок в Україні (1878—1920 рр.)» (2004)[21]. Зокрема, збігається майже весь матеріал, присвячений історії Київських вищих жіночих курсів. В одних місцях текст К. А. Кобченко прямо переписано[22], в інших — переказано без посилань на першоджерело[23].
- Юлія Тимошенко в 2007 році написала для журналу «Foreign Affairs» статтю під назвою «Стримування Росії», в якій, як з'ясувалося, скопіювала без посилань на автора кілька великих фрагментів статті Аркадія Островського з журналу «Economist»[24]. На запит журналістів партійна пресслужба відповіла, що посилання в рукописі були, але з технічних причин зникли під час публікації. Проте вже в 2009 році у промові з нагоди 70-річчя початку Другої світової війни в Гданську Тимошенко дослівно повторила фрагмент промови Роберта Кеннеді 1968 року — також без жодних посилань на її автора. В 2011 році в колонці «Різдво ув'язненої» Юлії Тимошенко таким самим чином використала фрагмент статті Вацлава Гавела «Відповідальність і дух» 1998 року[25].
- 28 червня 2011 року під час церемонії вручення дипломів у Києво-Могилянській академії секретар Ради національної безпеки та оборони Раїса Богатирьова виступила з промовою перед випускниками. Виявилося, що цілі шматки виступу української чиновниці збігаються з промовою глави корпорації Apple Стіва Джобса перед випускниками Стенфордського університету в 2005 році[26].
- У 2011 році «Українська правда» опублікувала матеріали розслідування, які свідчать про те, що книга тодішнього президента України В. Януковича «Opportunity Ukraine» містить абзаци з текстів, які раніше виходили за підписом різних осіб, зокрема Юрія Луценка, Тараса Стецьківа, Максима Михайленка, Віталія Сича, В'ячеслава Піховшека, Романа Манєкіна, Василя Волги та невідомої студентки Галі[27], яка виклала на базі рефератів свій реферат на тему «Центризм как элемент политической власти в России на примере партии „Единая Россия“»[28].
- У травні 2012 року професор Єльського університету Тімоті Снайдер звинуватив у плагіаті народного депутата України Вадима Колесніченка і ГО «Міжнародний антифашистський фронт»: за його словами в книзі «ОУН і УПА: дослідження „історичних міфів“» Колесніченко без дозволу Снайдера опублікував його запис в блозі самостійно кваліфікувавши його як наукову статтю. Вадим Колесніченко відкинув усі звинувачення в плагіаті, вважаючи їх «недостойними обговорення»[29][30][31].
- У січні 2015 року плагіат був виявлений у докторській дисертації лікаря-гінеколога Вікторії Володимирівни Євдокимової, яку вона захистила в Одеському національному медичному університеті в 2013 році[32][33]. Науковим керівником В. Євдокимової був академік Академії медичних наук України, доктор медичних наук, професор Валерій Миколайович Запорожан, в роботах якого теж був виявлений плагіат[34][35].
- У січні 2016 року плагіат було виявлено в докторській дисертації Катерини Кириленко, дружини міністра культури України[36], що спонукало академіка-секретаря відділення фізики та астрономії НАН України Вадима Локтєва звернутися до Міністерства освіти і науки України з проханням перевірити обґрунтованість присудження К. Кириленко ступеня доктора наук[37]. Цікаво, що текст, вкрадений Катериною Кириленко, сам по собі виявився абсолютною псевдонауковою маячнею.
- Сервіс пошуку плігіату українського походження Unplag, Східноукраїнський фонд соціальних досліджень, Харківський національний університет ім. Каразіна та SCS Journal провели ряд соціологічних досліджень та виявили що 90 % студентів користувались чужою інтелектуальною власністю. При цьому лише 53 % студентів говорять, що їм розповідають про плагіат у навчальних закладах, в той час як 76 % викладачів стверджують, що вони попереджували студентів про це правопорушення[38].
- У 2015 р. було обрано склад Національного агентства із забезпечення якості вищої освіти (НАЗЯВО). На посаду Голови НАЗЯВО було запропоновано професора Олександра Волосовця, якого пізніше неодноразово викрили в плагіаті[39][40][41].
- У 2016 р. до складу НАЗЯВО було обрано Руслана Гурака, у науковій статті якого був виявлений плагіат[42]. Також з'ясувалося, що його кандидатська дисертація має текстові збіги з російською дисертацією[43]; судова експертиза підтвердила наявність плагіату в дисертації Р. Гурака[44].
- Доктор історичних наук, професор Ігор Коляда у своїй книжці «Павло Тичина» (2015) запозичив без жодних посилань на першоджерело 12 великих текстових фрагментів з видання Станіслава Цалика та Пилипа Селігея «Таємниці письменницьких шухляд: Детективна історія української літератури» (2010). Фрагменти скопійовано дослівно, практично без змін. Щоправда, у фрагменті на с. 103 І. Коляда вніс від себе доповнення: згадав журналіста Михайла Кольцова, назвавши його головним редактором газети «Правда», хоча в той час цю посаду обіймав Лев Мехліс. Книжка І. Коляди перевидавалася ще кілька разів (у 2016, 2018, 2019 рр.)[45].
- У квітні 2017 р. плагіат виявлено в кандидатській дисертації Арсенія Яценюка («Організація системи банківського нагляду і регулювання в Україні»[46]). За твердженням Тетяни Пархоменко, 70 сторінок дисертації містять тексти без посилань на їхніх справжніх авторів. З них 39 сторінок скопійовано майже повністю, а 7 сторінок є перекладом з англомовних джерел[47].
- У червні-серпні 2020 року великі обсяги плагіату було виявлено в опублікованих наукових роботах та докторській дисертації (25,4% в основному тексті дисертації) претендента на посаду міністра освіти і науки Сергія Шкарлета.[48][49][50][51] Шкарлет подав позов до ОАСК щодо дій НАЗЯВО[52] і заявив про виграш даної справи, проте станом на 5 квітня 2021 року офіційного опублікування рішення суду не було.[53]  Незважаючи на протести[54] науковців[55][56] і відсутність підтримки профільного комітету Верховної Ради України[57], він був призначений міністром[58].
- У 2022 р. було виявлено, що стаття декана факультету психології Київського національного університету імені Тараса Шевченка, члена-кореспондента Національної академії педагогічних наук України, доктора психологічних наук, професора Данилюка Івана Васильовича є плагіатом зі студентської дипломної роботи[59][60][61]. Проте стаття відкликана не була, Данилюк до відповідальності притягнений не був[62].

## Міжнародні дані
Незважаючи на роботу, яку провадять громадські та суспільні організації, плагіат продовжує своє "життя" в Україні та за її межами. Потрібно усвідомлювати, що плагіат присутній у будь-якій країні, але в кожній з них по-різному реагують на таке явище.
Наприклад, у Великій Британії в 2009 році зареєстровано 17000 випадків різного виду плагіату. Огляд розгулу плагіату в РАН та домінування подарункового та проданого співавторства наведено в огляді "Russian journals retract more than 800 papers after ‘bombshell’ investigation".
| №   | Країна               | Показник плагіату               |
| 1.  | Росія                | 47,9 %                          |
| 2.  | Молдова              | 47,8 %                          |
| 3.  | Білорусь             | 42,3 %                          |
| 4.  | Боснія і Герцеговина | 37,9 %                          |
| 5.  | Україна              | 34,4 %                          |
| 6.  | Литва                | 27,6 %                          |
| 7.  | Фінляндія            | 26,8 %                          |
| 8.  | Латвія               | 19,9 %                          |
| 9.  | Словенія             | 18,4 %                          |
| 10. | Болгарія             | 18,3 %                          |
| 11. | Франція              | 17,7 %                          |
| 12. | Ірландія             | 16,8 %                          |
| 13. | Польща               | 16,3 %                          |
| 14. | Хорватія             | 16,2 %                          |
| 15. | Португалія           | 15,9 %                          |
|     | США                  | 15,9 % (min 6,4 % - max 24,2 %) |
| 16. | Іспанія              | 15,2 %                          |
| 17. | Албанія              | 15,1 %                          |
| 18. | Велика Британія      | 14,7 %                          |
| 19. | Італія               | 14,4 %                          |
| 20. | Румунія              | 14,3 %                          |
| 21. | Нідерланди           | 13,7 %                          |
| 22. | Греція               | 13,5 %                          |
| 23. | Норвегія             | 12,1%                           |
| 24. | Чехія                | 11,5 %                          |
| 25. | Словаччина           | 11,4 %                          |
| 26. | Швеція               | 11,3 %                          |
| 27. | Бельгія              | 10,8 %                          |
| 28. | Швейцарія            | 10,4 %                          |
| 29. | Естонія              | 9, 6 %                          |
| 30. | Німеччина            | 9,1 %                           |
| 31. | Сербія               | 8 %                             |
| 32. | Австрія              | 7,3 %                           |
| 33. | Угорщина             | 5,7 %                           |
| 34. | Данія                | 4,1 %                           |